# Календано (Бари)
Календано (итал. Calendano) је насеље у Италији у округу Бари, региону Апулија.
Према процени из 2011. у насељу је живело 272 становника. Насеље се налази на надморској висини од 331 м.